# Cnemacantha muscaria
Cnemacantha muscaria (лат.) — вид двукрылых семейства лауксанид подсемейства Lauxaniinae. Встречается в Европе. Единственный представитель рода Cnemacantha. По строению близок к роду Homoneura, куда включается некоторыми систематиками.

## Описание
Матово-чёрные мухи длиной тела 2-3 мм. Крылья значительно затемнённые. Ноги чёрные. Голени средних ног на вершине с двумя шпорами. На среднеспинке одна дорсоцентральная щетинка перед поперечным швом и две после него. Длина яиц 0,61-0,65 мм. Личинки третьего возраста длиной 2,23-3,15 мм. Покровы тела в толстых шипах.

## Экология
Редкий вид. Мухи встречаются на зонтичных. Летают с мая по август. Самки многочисленнее самцов.